# تكلفة علاج فيروس عوز المناعة البشري
تعتبر تكلفة علاج فيروس عوز المناعة البشري قضيةً معقدة بمجالات واسعة جدًا من التكاليف تبعًا لتنوع العوامل المؤثرة مثل نوع المعالجة المضادة للفيروس والبلد الذي يُقدم فيه العلاج. يُعد الخط الأول لعلاج فيروس العوز المناعي البشري، أو نظام العلاج البدئي بالدواء المضاد للفيروسات القهقرية عند المرضى المصابين بفيروس العوز المناعي البشري أقل تكلفةً من الخط الثاني أو الثالث في العلاج. هناك أيضًا اختلاف كبير في أسعار الأدوية بين البلدان ذات الدخل المنخفض والمتوسط والمرتفع. بالمجمل، تملك البلدان ذات الدخل المنخفض أقل العلاجات المضادة للفيروس تكلفةً، بينما ترتفع التكلفة في البلدان متوسطة الدخل وعالية الدخل إلى حد كبير.
قد تكون أسعار بعض أدوية فيروس عوز المناعة عالية وصعبة التحمل بسبب عوائق ترخيص الأدوية المضادة للفيروسات القهقرية والاعتماد التنظيمي البطيء لها، ما يقود إلى تبعات غير مباشرة كزيادة مقاومة الأدوية المضادة لفيروس العوز المناعي البشري وزيادة عدد الأخماج الانتهازية. بذلت الحكومات وحركات الناشطين جهودًا للحد من ارتفاع أسعار هذه الأدوية.
نشرت حكومة الهند عام 2019 تقريرًا يقول إنها تزود العالم بنحو ثلثي أدوية فيروس فيروس العوز المناعي البشري.

## تكاليف العلاج المضاد للفيروسات القهقرية
تسوّق شركات الأدوية أدويتها المضادة للفيروسات القهقرية بأسعار مختلفة اعتمادًا على نوع الدواء والمستهلك المستهدف. تعتبر تكلفة الخط الأول في علاج فيروس العوز المناعي البشري الأقل بشكل عام بسبب توافر أدوية جنيسة (من دون ملكية) مصممة لعلاج حالات كهذه.
إذا طور المريض مضاعفات أو مقاومة على أدوية الخط الأول للعلاج قد يحتاج للانتقال إلى الخط الثاني أو الثالث ليحد بنجاح من خمج فيروس العوز المناعي البشري. بسبب ضعف تسويق مثل هذه الأدوية، يجب أن يعتمد المرضى غالبًا على مصادر أكثر غلاءً بكثير، أو أدوية بأسماء تجارية جديدة على السوق للحصول على علاج فعال.
تميل تكلفة علاج فيروس العوز المناعي البشري للانخفاض في البلدان ذات الدخل المنخفض على عكس البلدان متوسطة الدخل ومرتفعة الدخل، وينسب هذا الاختلاف إلى التباين في أسعار الصفقات بين الحكومات وشركات أدوية فيروس العوز المناعي البشري. تُصنف البلدان ذات الدخل المنخفض أو المتوسط أو المرتفع تبعًا لطريقة أطلس البنك الدولي، ووفق هذه الطريقة تملك البلدان ذات الدخل المنخفض دخلًا وطنيًا إجماليًأ (جي إن آي) لكل فرد يقارب 995 دولارًا أو أقل عام 2017، تملك البلدان ذات الدخل المتوسط المنخفض جي إن آي يتراوح بين 3896 و 12055 دولارًا لكل فرد، والبلدان ذات الدخل المرتفع تمتلك جي إن آي أعلى أو يساوي 12056 دولارًا لكل فرد.

### الخط الأول للعلاج
يُعطى علاج الخط الأول عمومًا للمرضى على شكل علاج مضاد للفيروسات القهقرية، وهو أرخص مراحل العلاج. تشمل الأدوية المضادة للفيروسات القهقرية التي أوصت بها منظمة الصحة العالمية -ضمن الخط الأول للعلاج- دواء التينوفوفير (تي دي إف)، اللاميفودين (3  تي سي) أو إمتريسيتابين (إف تي سي)، و إيفافيرينز (إي إف في) أو دوليوفيغرافير (دي تي جي).

#### البلدان منخفضة الدخل
حدث انخفاض كبير في أسعار أدوية الخط الأول خلال عدة سنوات في البلدان منخفضة الدخل، بسبب ازدياد التنافسية السوقية بين المنتجين، ما قادهم إلى تخفيض أسعار الأدوية الجنيسة. قدرت منظمة خطة الرئيس الطارئة للإغاثة من الإيدز (بيبفار) –وهي منظمة أمريكية تهتم بشكل أساسي بكبح انتشار خمج فيروس العوز المناعي البشري في البلدان النامية منخفضة الدخل- أن أسعار أدوية الخط الأول في علاج الفيروسات القهقرية تناقصت بمقدار 15% بين عامي 2004 و 2009 بسبب منهجهم. في عام 2014 وجدت بيبفار أن تكلفة علاج الخط الأول كانت 286 دولارًا للمرض الواحد في السنة، وهذا انخفاض كبير في السعر مقارنةً بالتكلفة عام 2003 التي قاربت 1100 دولارًا للمريض سنويًا.
وفق منظمة أطباء بلا حدود، تناقصت تكلفة خط العلاج الأول بين عامي 2014 و 2016  ما يقارب 30%، ووصل سعر العلاجات المفضلة في الخط الأول إلى 100 دولارًأ للمريض في السنة. في عام 2018، أصبح خط العلاج الأول المفضل المؤلف من مزيج ثابت الجرعة من الأدوية الثلاثة التينوفير واللاميفودين والدوليوغرافير متاحًا مقابل 75 دولارًا للمريض في السنة الواحدة.

#### البلدان متوسطة الدخل وعالية الدخل
تزيد تكلفة علاج الخط الأول بشكل كبير في البلدان متوسطة الدخل وعالية الدخل مقارنةً بذات الدخل المنخفض. لا تملك هذه البلدان غالبًا القدرة على استيراد الأدوية الجنيسة الخاصة بالخط الأول للعلاج واستخدامها، ما دفع إلى اللجوء نحو الأدوية الأصلية مرتفعة الثمن. قد يعادل هذا تكاليف العلاج المرتفعة بشكل كبير، على سبيل المثال، كان سعر الأدوية الجنيسة TDF\FTC\EFV عام 2016 يساوي 100 دولار للمريض في السنة، بينما تكلف الأدوية الأصلية لنفس العلاج أكثر من 1033 دولارًا. بالإضافة إلى هذا، يميل سعر هذه الأدوية للبقاء ثابتًا، مصعّبًا الحصول على تخفيضات في الأسعار.
عانت البلدان مرتفعة الدخل من مشاكل تشمل الأدوية المرخصة المضادة للفيروسات القهقرية مرتفعة السعر، على سبيل المثال، قارب سعر أدوية TDF/FTV/EFV عام 2016 مبلغ 30000 دولارًا للمريض في السنة في الولايات المتحدة، بينما كلفت الأدوية الجنيسة قرابة 100 دولار فقط.

### علاجات الخط الثاني والثالث
بالنسبة للمرضى الذين فشل تطبيق علاج الخط الأول معهم، قد يكون ضروريًا تحويلهم إلى الخط الثاني لتثبيط حمل فيروس العوز المناعي البشري عندهم، وعند من لم يستجب على الخط الثاني، قد يكون ضروريًا تحويله إلى الخط الثالث. قُدرت معدلات فشل الخط الأول للعلاج بنظام مضادات الفيروسات القهقرية بنحو 15%، يشير هذا إلى أن نسبة من المرضى الذين يتلقون العلاج بالأدوية المضادة للفيروسات القهقرية يحتاجون تحويلهم إلى الخط الثاني أو الثالث. غالبُا ما يترافق التحويل إلى أي من العلاجات الأخرى قفزة في الأسعار، قد يعني الانتقال من علاجات الخط الأول إلى الثاني ازدياد التكلفة ثلاثة أضعاف، والانتقال من الثاني إلى الثالث قد يعني ازدياد التكلفة سبع مرات (تضاعف التكلفة 18 مرة عن الخط الأول). بالإضافة إلى ذلك، تتكلف البلدان أموالها بشكل غير مناسب عبر تقديم أدوية الخط الثالث. في المغرب، قورنت تكلفة علاج 20 شخصًا بأدوية الخط الثالث (20400 دولارًا للشخص سنويًا) مع تكلفة علاج 1700 شخص بأدوية الخط الأول (التي تكلف 240 دولارًا للشخص في السنة).

#### البلدان منخفضة الدخل
وفق بيبفار عام 2014، كانت التكلفة المتوسطة لأدوية الخط الثاني تساوي 657 دولارًا مقابل تكلفة وسطية لأدوية الخط الأول تساوي 286 دولارًا. رغم ارتفاع السعر بين الخطين العلاجيين، أظهرت تكاليف علاجات الخط الثاني نموذجًا متدهورًا في كلا الأدوية الأصلية والجنيسة.
في عام 2016، كانت أدوية AZT/3TC and ATV/r أرخص الأدوية الجنيسة ضمن خط العلاج الثاني بتكلفة تقدر بنحو 286 دولارًا للمريض في السنة، وهذا يعني انخفاضًا بمقدار 11% عن عام 2014. أوصت منظمة الصحة العالمية باستخدام الأدوية المعززة لمثبطات البروتياز ATV/r و LPV/r ضمن خط العلاج الثاني، لكن دواء LPV/r كان أغلى بكثير عمومًا. تعكس أنظمة علاج الخط الثالث ارتفاعًا أكبر في الأسعار، إذ إن السعر الأقل لدواء الجيل الثالث عام 2016 بلغ 1859 دولارًا للمريض في السنة.